# Whiteboard

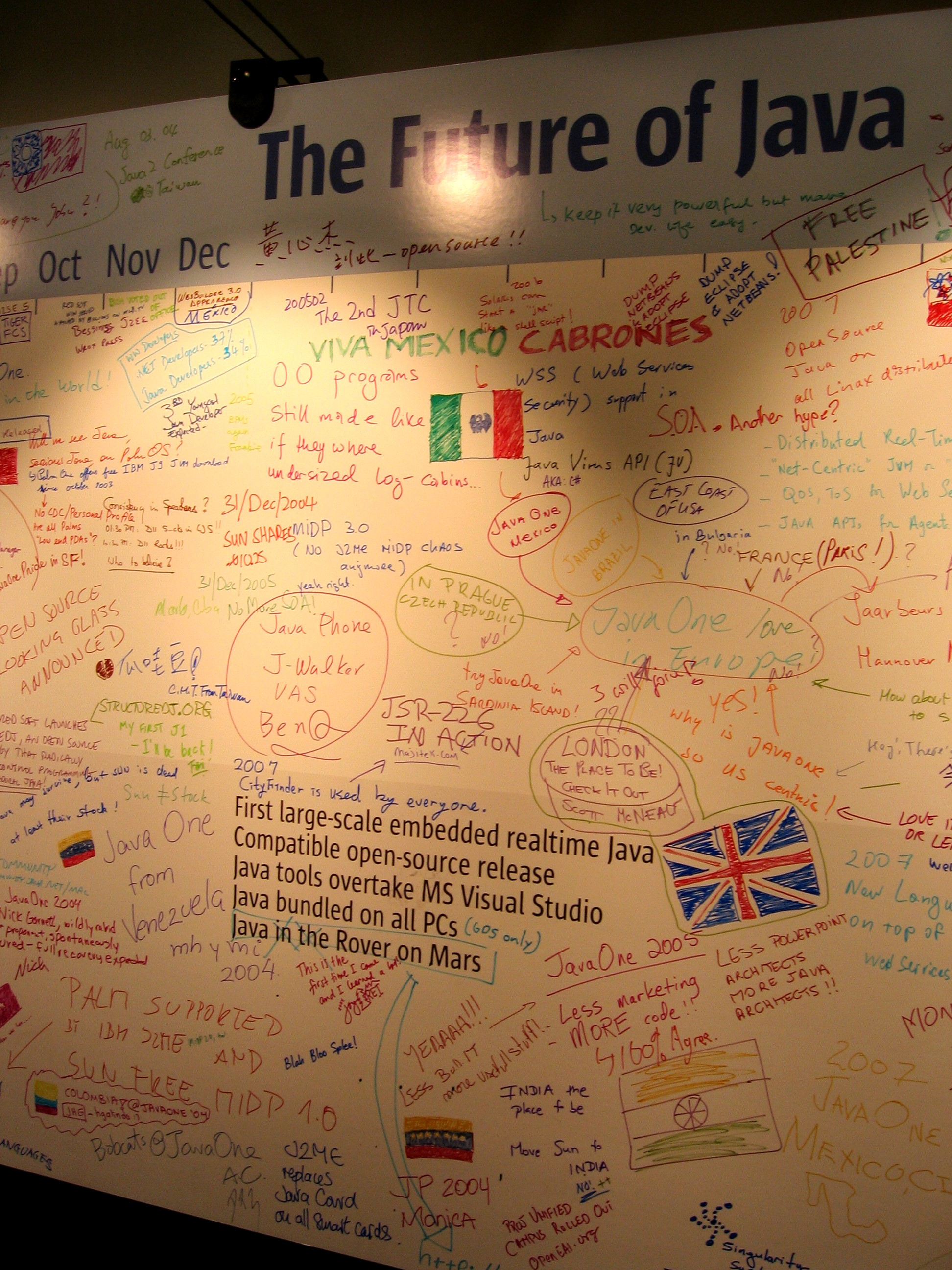
En whiteboardtavla full med text i olika färger.

Whiteboard eller whiteboardtavla är en vanligtvis magnetisk skrivtavla med blankvit yta avsedd för whiteboardpennor (pennor med vattenlöslig färg), vars färg kan suddas ut med tavelsudd eller en trasa. En whiteboardtavla består ofta av plåt med ett blankt emaljöverdrag, för att den ska vara lätt att rengöra.
Whiteboardtavlor förekommer främst i skolornas klassrum och i konferensrum. Mindre whiteboardtavlor finns också tillgängliga som kom-ihåg-tavlor för fastsättning på till exempel kylskåp. Whiteboardtavlan och whiteboardpennor har blivit något av en efterträdare till svarta tavlan och tavelkritor. Med whiteboardtavlor undgick man kritdammet från de tidigare skrivtavlorna, som kunde ge upphov till allergier och skapa problem för elektroniska apparater.
De första whiteboardtavlorna kom under 1960-talet och tillverkades av samma material som fotografisk film. De var dyra och tuschen kunde vara svår att få bort helt och hållet. Det var först under 1990-talet som whiteboardtavlan fick sitt stora genomslag.
En whiteboard rengörs med ljummet vatten och en mjuk trasa. Tvål och såpa kan skada tavlans emalj. Det finns däremot särskild rengöringsspray avsedd för whiteboard. För att tavlan ska hållas ren behöver tavelsudd bytas ut då och då.

## Virtuell whiteboard
En virtuell whiteboardtavla används i många grupp-program och innebär att flera personer, som sitter på olika geografiska platser, kan skriva och rita samtidigt på samma whiteboardtavla.